# Asmea hayllari
Espèce
Asmea hayllari est une espèce d'araignées aranéomorphes de la famille des Stiphidiidae.

## Distribution
Cette espèce est endémique de la province Sandaun en Papouasie-Nouvelle-Guinée,. Elle se rencontre vers Okapmin dans les Star mountains.

## Description
Le mâle holotype mesure 7,96 mm et la femelle paratype 10,17 mm.

## Étymologie
Cette espèce est nommée en l'honneur de Tom Hayllar.

## Publication originale
- Gray & Smith, 2008 : A new subfamily of spiders with grate-shaped tapeta from Australia and Papua New Guinea (Araneae: Stiphidiidae: Borralinae). Records of the Australian Museum, vol. 60, p. 13-44 (texte intégral).